# Giga TV
Giga TV a fost un post de televiziune din România. Postul de televiziune a fost lansat de ziua unirii, pe 24 ianuarie 2012, la ora 18:30. Giga TV a primit licență audiovizuală în Mai 2011.
Vedetele postului Giga TV se numărau precum Nuami Dinescu, Camelia Spătaru, Cătălina Mihăescu, Octavia Negre, Dan Boanță, Octavian Țopa, Lavinia Ștefan, George Harabagiu, Andra Matei și Anca Florea.
Pe 12 octombrie 2012, Money.ro TV a preluat Giga TV. În același timp, programele Money.ro TV au fost preluate de pe frecvența Giga TV. Se dorea ca Giga TV să fie înlocuit cu Money.ro TV de atunci. Apoi, Money.ro TV apărea ca preluare pe frecvențele unde emite Giga TV, iar de la anul viitor, Giga TV ar fi fost relansată într-o nouă formulă.
Pe 17 septembrie 2013, Giga TV a fost închis oficial, iar CNA i-a retras licența postului Giga TV. De o lungă perioadă, Giga TV a emis numai reluări și o parte din programele Money.ro TV.
Pe 20 decembrie 2013, Giga TV s-a relansat la ora 20:30, cu emisiunea Tur de forță.
Pe 21 iulie 2014, Giga TV și-a întrerupt emisia pentru o perioadă de trei luni, din motive tehnice.
Pe 16 octombrie 2014, Giga TV a fost închisă de tot, după ce postul și-a întrerupt emisia mai mult de 90 de zile.

## Emisiuni
- Ediția de dimineață, cu Camelia Spătaru[1]
- Est Vest Rest, cu Cristina Liberis[1]
- Marfarul de știri, cu Radu Purece[1]
- Știrile Giga TV, cu Octavia Negre și Dan Boanță[1]
- Arena GTV, cu Ovidiu Drăgan și Octavian Țopa[1]
- Românii au prezent, cu Lavinia Ștefan[1]
- Ținta, cu George Harabagiu și Andra Matei[1]
- În mintea cuvintelor, cu Anca Florea[1]
- Zece mii de romani cu Adrian Cioroianu Jr
- Tur de forță
- Din culise